# Oppo Find N2
Oppo Find N2, est un smartphone pliant fabriqué par Oppo et lancé le 15 décembre 2022. Il est disponible, dans certains pays, depuis le 23 décembre 2022 et est équipé d'Android,.

## Caractéristiques techniques
Oppo Find N2, est un téléphone haut de gamme avec un réseau LTE et 5G pour une connectivité rapide. Il dispose également d'une mémoire de stockage interne de 256 Go et de deux options de RAM : 12 Go et 512 Go avec 16 Go de RAM,.
Le téléphone possède une caméra principale 4K capable de filmer à 30 et 60 images par seconde, ainsi que 1080p à 30, 60 et 240 images par seconde. Elle est équipée de la technologie HDR et d'un flash LED, et propose une définition de 50 MP et 48 MP. Pour les selfies, le téléphone dispose d'une caméra de 32 MP capable de filmer en 1080p à 30 images par seconde avec la stabilisation gyroscopique EIS.
Le Wi-Fi est pris en charge avec les normes 802.11 et Wi-Fi 6, ainsi que le Bluetooth 5.3 avec A2DP, LE et aptX HD. Le téléphone possède également un GPS et NFC, mais ne dispose pas de radio FM.
Le port USB est de type C 2.0, avec la prise en charge de la fonction OTG. Le téléphone est équipé d'un capteur d'empreintes digitales pour une sécurité accrue, ainsi que d'une boussole pour la navigation. La batterie Li-Po a une capacité de 4520 mAh, avec une charge filaire rapide de 67 W et une charge filaire inversée de 10 W.
Oppo Find N2 sera disponible en trois couleurs : noir, vert et blanc. Il sera également équipé de la dernière version d'Android, à savoir Android 13, avec l'interface utilisateur personnalisée ColorOS 13 (en).

## Conclusion
Oppo Find N2 est un smartphone pliant haut de gamme avec des spécifications impressionnantes, notamment une mémoire de stockage interne de 256 Go, une RAM de 12 Go et 512 Go avec 16 Go de RAM, une caméra principale 4K avec une résolution de 50 MP et 48 MP, une caméra selfie de 32 MP, une batterie de 4520 mAh avec une charge filaire rapide de 67 W et une charge filaire inversée de 10 W, ainsi que la prise en charge de la connectivité LTE et 5G. Le téléphone sera disponible en trois couleurs et équipé d'Android 13 avec l'interface utilisateur personnalisée ColorOS 13.